# Burgruine Wurzstein
Die Burgruine Wurzstein ist eine abgegangene, vermutlich hoch- bis spätmittelalterliche Adelsburg, die im Fichtelgebirge bei Zainhammer, einem Gemeindeteil von Warmensteinach, im oberfränkischen Landkreis Bayreuth in Bayern, (Deutschland) liegt.
Der Vorburgbereich der ehemaligen Spornburg ist frei zugänglich, die Kernburg soll nicht betreten werden.

## Geographische Lage

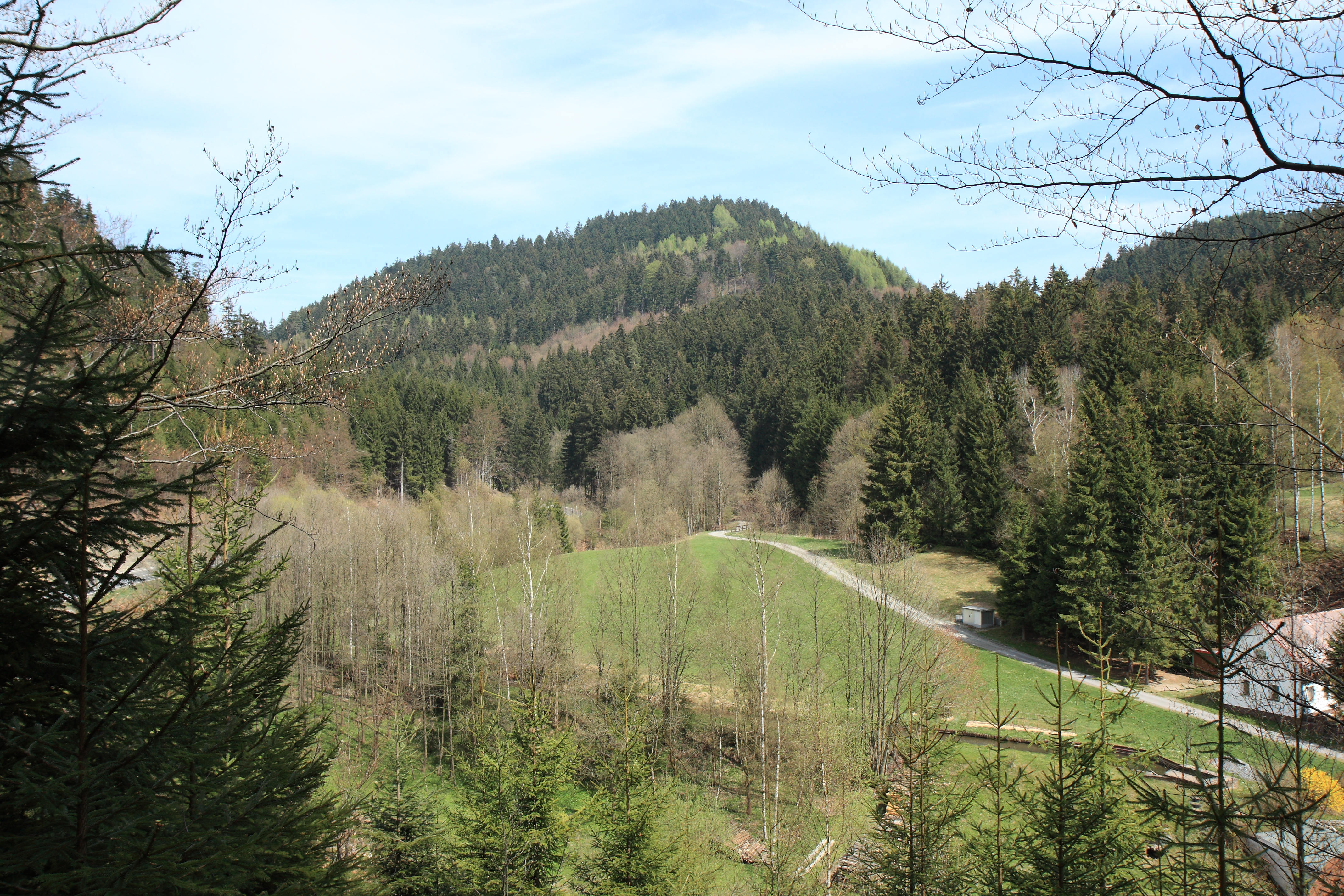
Bild 2: Ansicht des Schanzberges aus südwestlicher Richtung

Die Ruine der Spornburg befindet sich im südlichen Fichtelgebirge, etwa 2,6 Kilometer südsüdwestlich der Pfarrkirche zur heiligen Dreifaltigkeit in Warmensteinach, in etwa 540 m ü. NHN auf einem nach Südwesten gerichteten Sporn des Schanzberges, der auf der Westseite vom Tal der Warmen Steinach und auf der Ostseite vom Wurzbach begrenzt wird, circa 14,5 Kilometer östlich von Bayreuth.
In der Nähe, etwa zwei Kilometer das Steinachtal abwärts, lag auf dem 699 Meter hohen Schlosshügel bei der Ortschaft Sophienthal ebenfalls eine Burg, von der  nur der Burgstall Schlosshügel erhalten geblieben ist. Bei dieser Burg könnte es sich um die Burg Gurtstein gehandelt haben.
Im nahen Dorf Gossenreuth befindet sich die ehemalige Turmhügelburg Teinitz.
Weitere Burgen in der Umgebung des Wurzsteines werden auf der Königsheide, westlich der Burg Wurzstein, auf der Hohen Wacht, westlich von Warmensteinach mit dem Höhenpunkt 819, und auf dem Reizenstein bei Rügersberg vermutet. Auch auf dem Schanzberg könnte sich eine vermutlich vorgeschichtliche Befestigung befunden haben.

## Geschichte der Burg

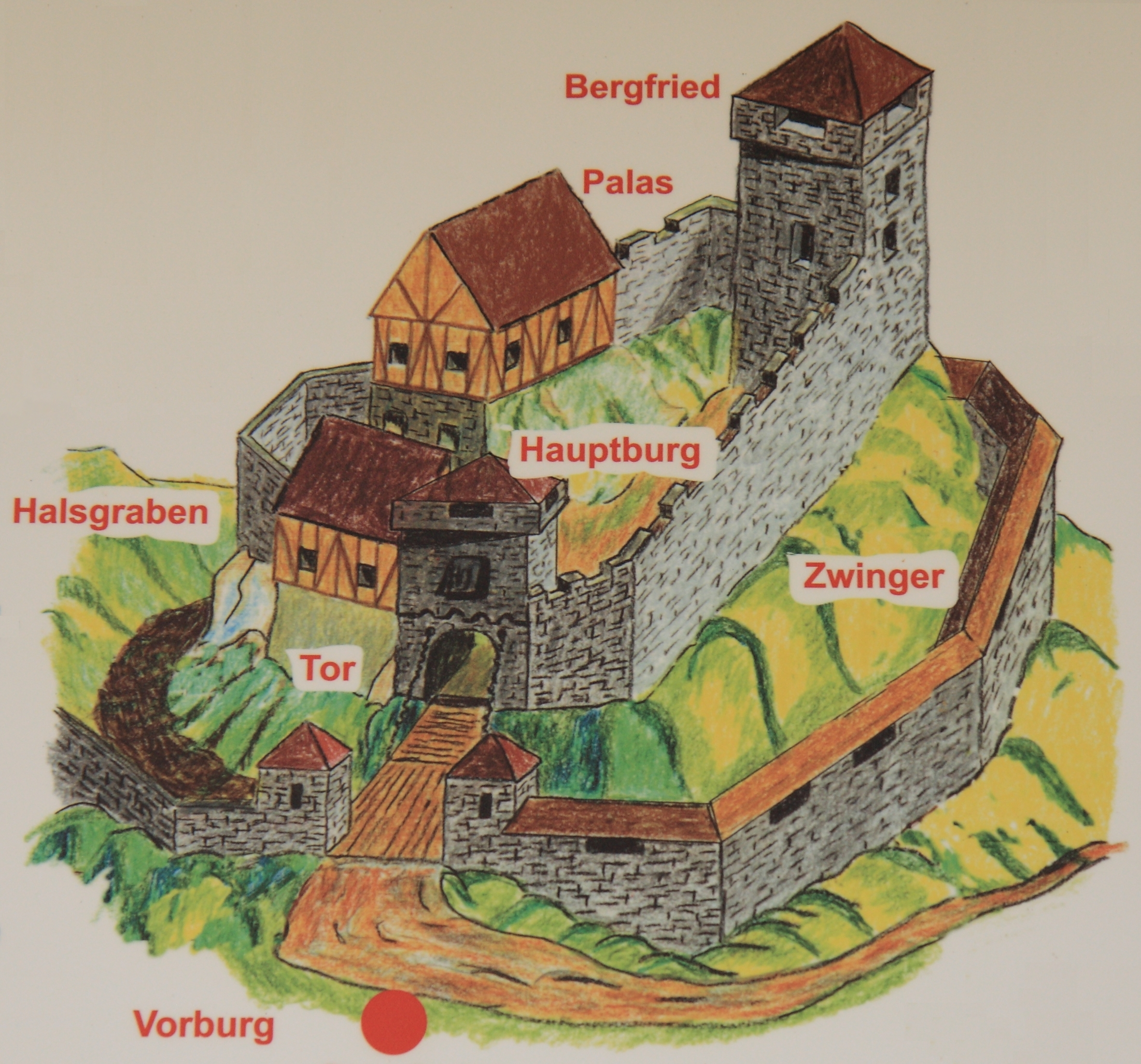
Rekonstruktionsversuch der Burg Wurzstein von Harald Herrmann

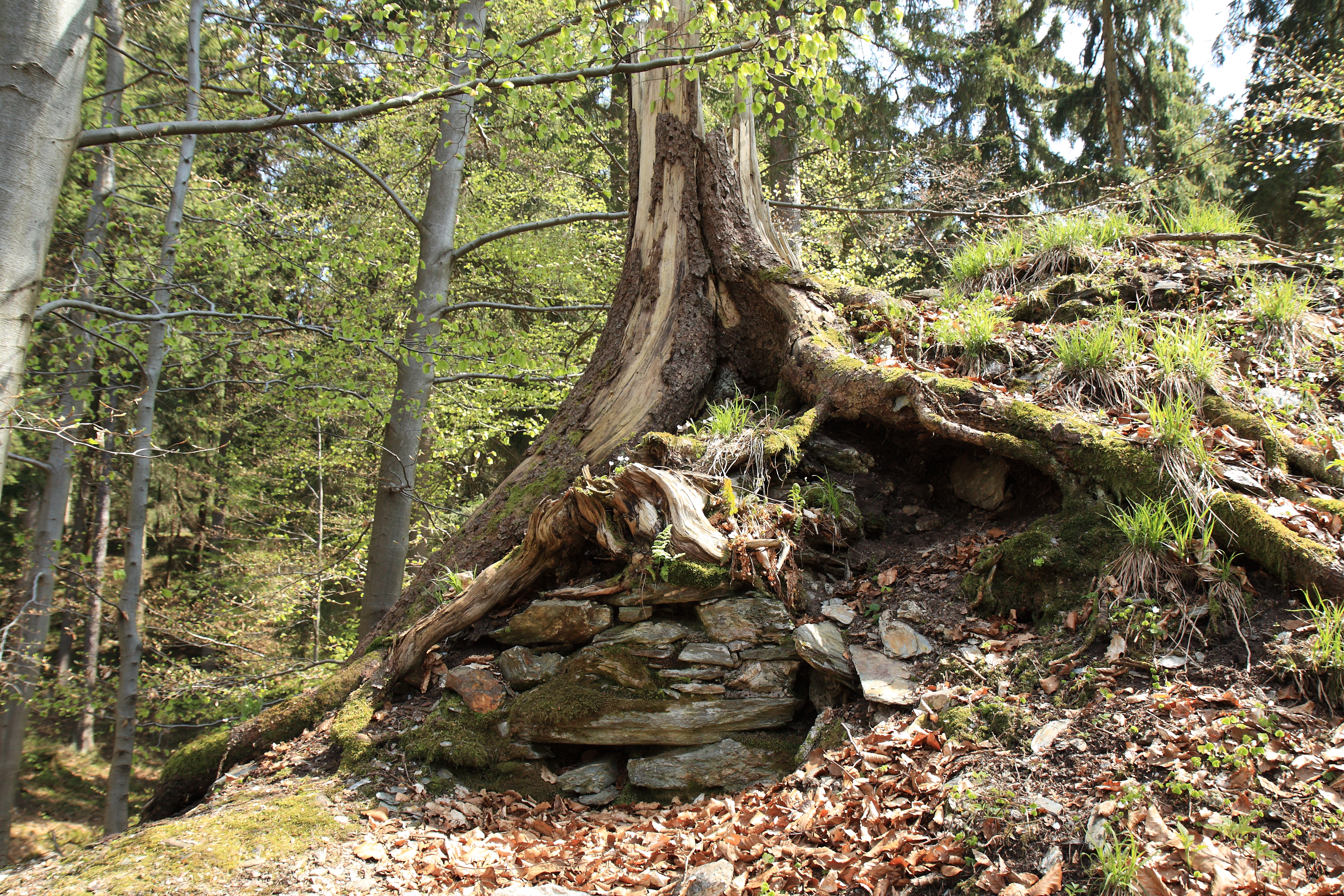
Bild 3: Mauerrest im Kernburgbereich der Burgruine Wurzstein

Die Geschichte der Burg Wurzstein ist noch nicht genau bekannt, auch weil dort noch keine archäologische Grabung stattfand. Am 19. Oktober 1985 wurden bei einer Begehung durch das Landesamt für Denkmalpflege Keramik des Spätmittelalters und der Frühneuzeit, zwei Teile eines Bronzebeschlages und Eisenteile gefunden.
In älterer Literatur wird die Burg Wurzstein manchmal mit der Burg Gurtstein verwechselt oder als „Pfeiferschloss“ bezeichnet. Bei der Burg Gurtstein wird es sich aber vermutlich um die Burg auf dem Schlosshügel bei Sophienthal gehandelt haben, der Name Pfeiferschloss aber könnte sich durchaus auf die Burg Wurzstein beziehen, da das in unmittelbarer Nähe liegende sogenannte Pfeiferhaus in älterer Literatur manchmal in Verbindung mit den Ruinen auf dem Wurzstein gebracht wurde. Das Pfeiferhaus wurde nach der benachbarten Waldabteilung Pfeifer benannt und soll gewölbte Keller und starke Mauern besitzen, es könnte sich vielleicht um einen befestigten Wirtschaftshof der Burg Wurzstein gehandelt haben.
Die früheste urkundliche Erwähnung könnte nach dem Historiker Ruprecht Konrad-Röder bereits 1069 erfolgt sein, mit einer Schenkungsurkunde  übergab König Heinrich IV. dem Bamberger Bischof Hermann I. und seiner Kirche das Gut „Wrzaha“, das mit Wurzbach übersetzt werden kann. Damit könnten das Dorf Wurzbach, heute Wüstung, und die Burg Wurzstein gemeint gewesen sein.
Die Burg Wurzstein könnte als Schutzanlage für die in unmittelbarer Nähe liegenden Bergwerke namens Hilfe Gottes, Beschwertes Glück, Wilde Wölfe, Güldene Gans, Himmlisches Heer usw. erbaut worden sein, wo nach Eisenerz, Silber und vermutlich auch nach Gold geschürft wurde.
Außerdem könnte sie als Grenzbefestigung zwischen den Bistümern Bamberg und Regensburg gedient haben. Später ging sie an die Burggrafen von Nürnberg über, diese belehnten die Herren von Weidenberg, Künsberg und Lindenfels mit der Burg.
Im Jahre 1679 wurde bei einer Bergwerksbesichtigung das „Alte Schloss im Wurzbach“ erwähnt; im Jahr 1692 fand der Creußener Pfarrer Magister Johann Will nur noch die „Rudera des alten Schloss Wurzstein“, also die Ruinen der Burg, vor.
Der Kartograph Johann Christoph Stierlein stellte 1816 eine erstmals sehr präzise Karte des Burgbereichs mit dem noch vorhandenen Bestand fertig.
Ob die Burg bei einem kriegerischen Ereignis zerstört wurde oder ob sie wegen mangelnder Bedeutung aufgegeben wurde, ist nicht bekannt.
Das vom bayerischen Landesamt für Denkmalpflege als „mittelalterliche Burgruine Wurzstein“ erfasste Bodendenkmal trägt die Denkmalnummer D-4-6036-0003.

## Beschreibung

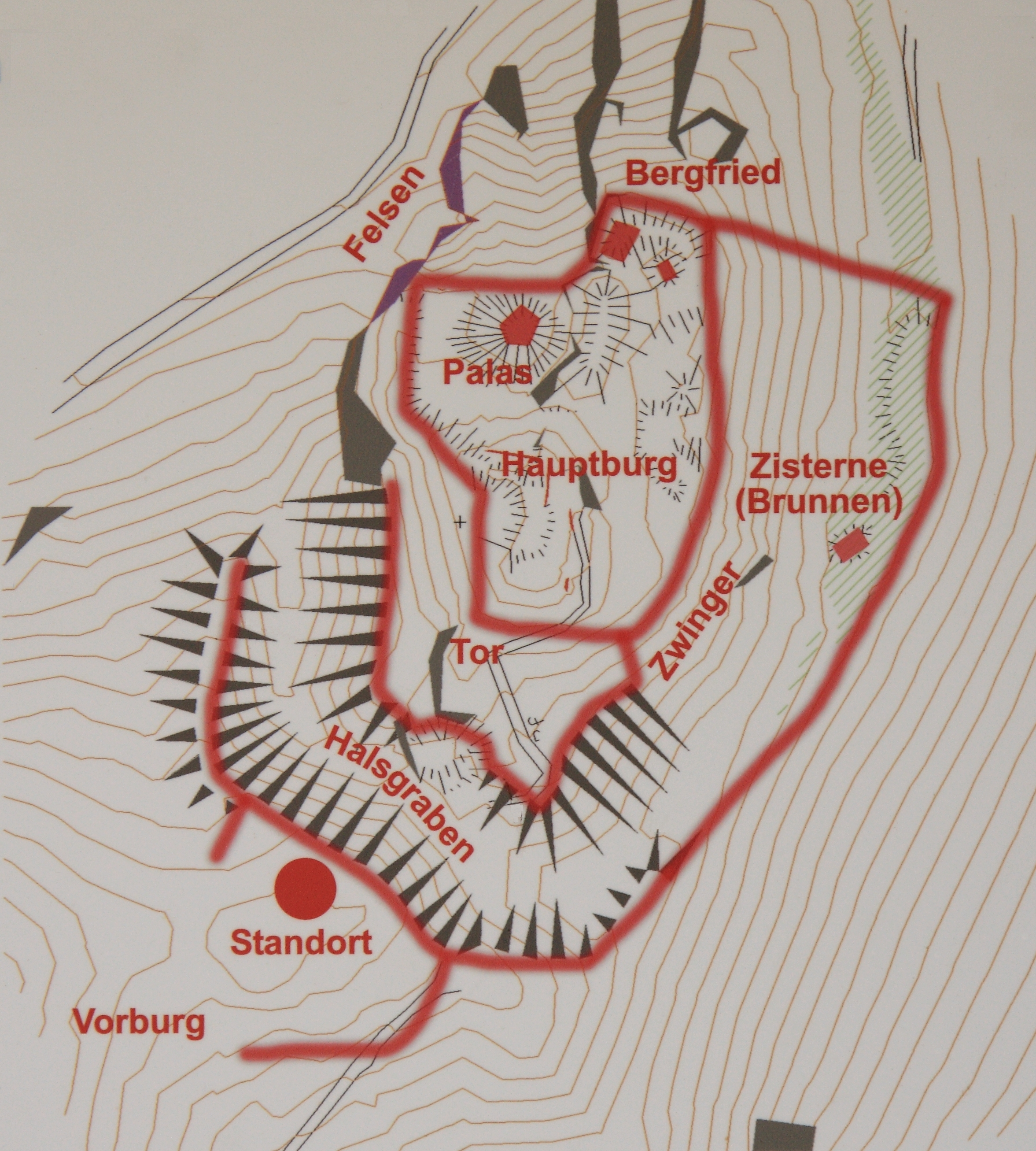
Übersichtsplan der Burgruine Wurzstein

Die ehemalige Burg lag an der Spitze eines Bergspornes, der sich vom Schanzberg aus nach Südwesten erstreckt (Bild 2). Dieser Sporn bildet dort eine felsige Erhebung, die auf der Südostseite etwa 20 Meter senkrecht ins Tal des Wurzbaches (Bild 4), an der Süd- (Bild 5) und Nordwestseite (Bild 6) steil zum Wurzbach bzw. zur Warmen Steinach abfällt. An der Nordostseite der Burganlage steigt der Sporn nach einer kleinen relativ ebenen Fläche weiter an, so dass dort ein Halsgraben zur Sicherung dieser gefährdeten Seite angelegt werden musste.
Dieser Graben durchtrennt den Sporn, biegt an der Ostseite um 90 Grad um (Bild 7), und läuft dann am Hang zum Wurzbach aus. Auch an der Westseite macht der Graben eine 90-Grad-Biegung (Bild 8) und geht dann in den Bereich des Zwingers, der die gesamte Westseite der Kernburg schützte, über.
Vor dem Halsgraben liegt eine ebene Fläche (Bild 9), nach der der Bergsporn weiter ansteigt, dort befand sich wohl eine Vorburg.
Der Bereich der Kernburg (Bild 1) ist von unregelmäßig ovaler Form und wurde von einer Ringmauer umschlossen. An der äußersten Spitze des Spornes befand sich vermutlich ein Bergfried, von dem nur noch Grundmauern vorhanden sind (Bild 10). Daran anschließend zeigt eine Vertiefung (Bild 11) wohl die Stelle des Palas an. Auch auf dem höchsten Punkt der Burgruine (Bild 12) befand sich ein vermutlich turmartiges Gebäude, von dem noch mehrere Mauerreste vorhanden sind (Bild 3 und 13).
An der westlichen Seite der Burganlage befand sich wohl ein Zwinger (Bild 14), der vielleicht auch als Burghof benutzt werden konnte. In ihm lag vermutlich auch eine Zisterne.

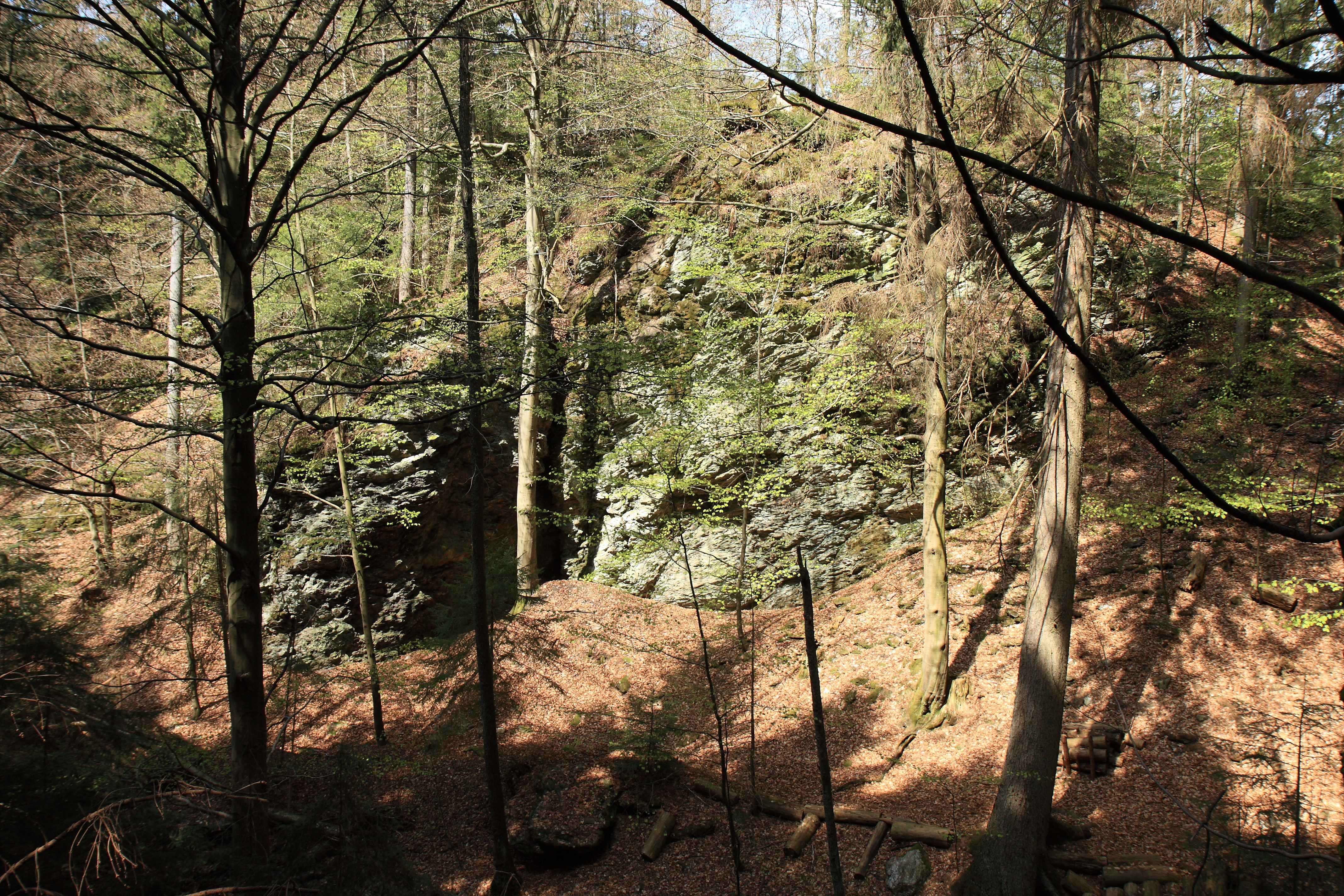
Bild 4: Die Südostseite des Kernburgbereiches
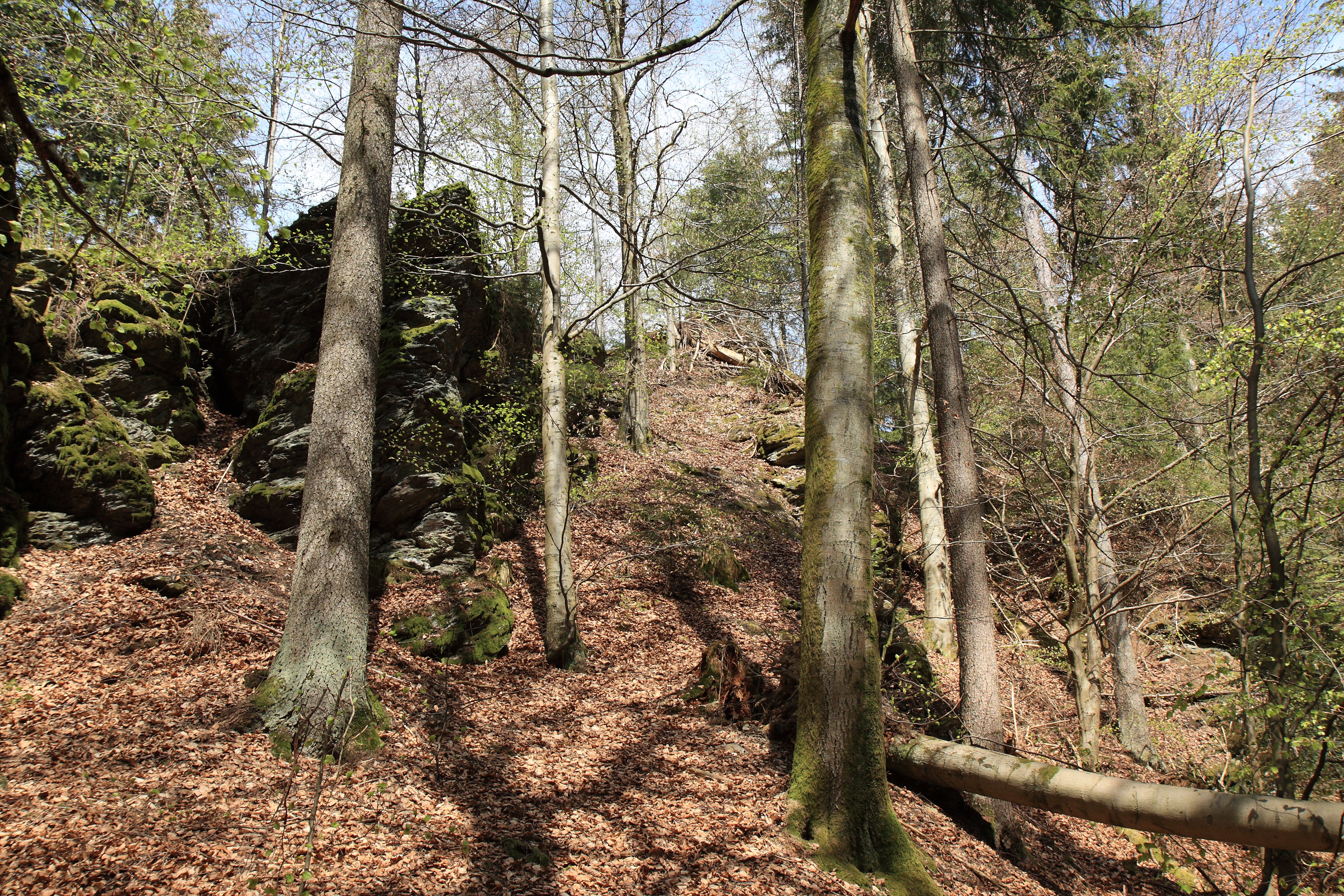
Bild 5: Die Spitze des Bergspornes
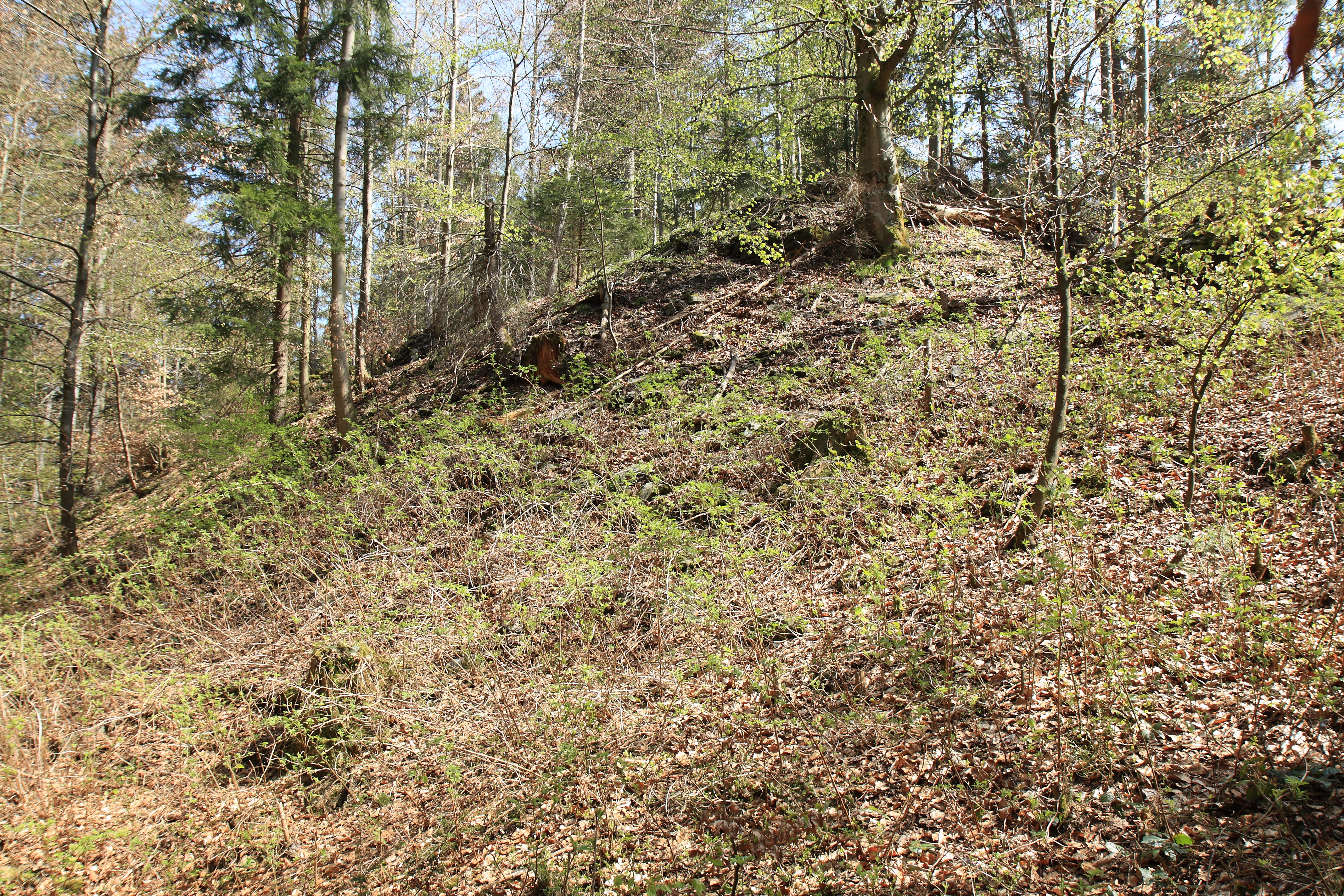
Bild 6: Die Südwestseite des Kernburgbereiches
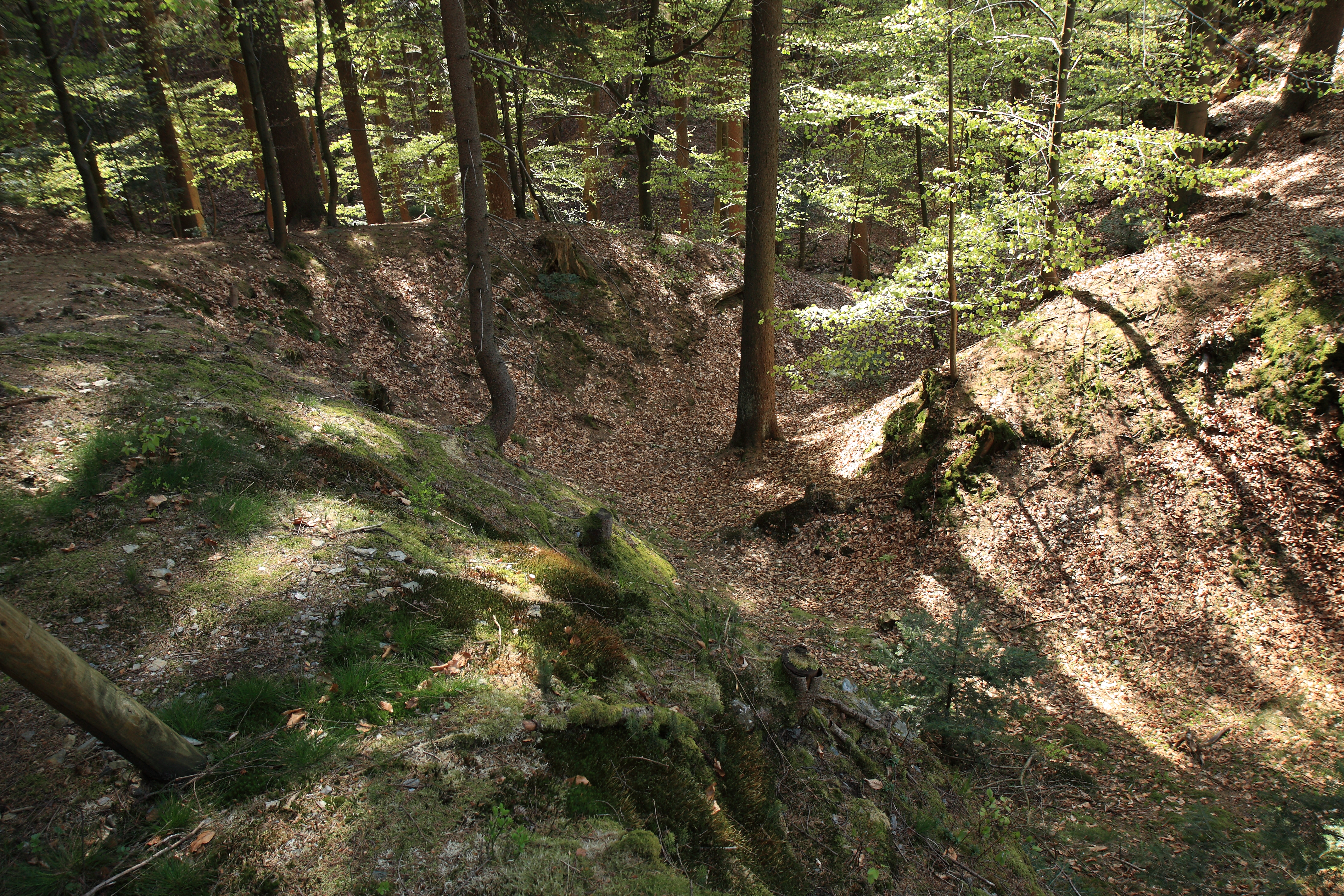
Bild 7: Östlicher Teil des Halsgrabens
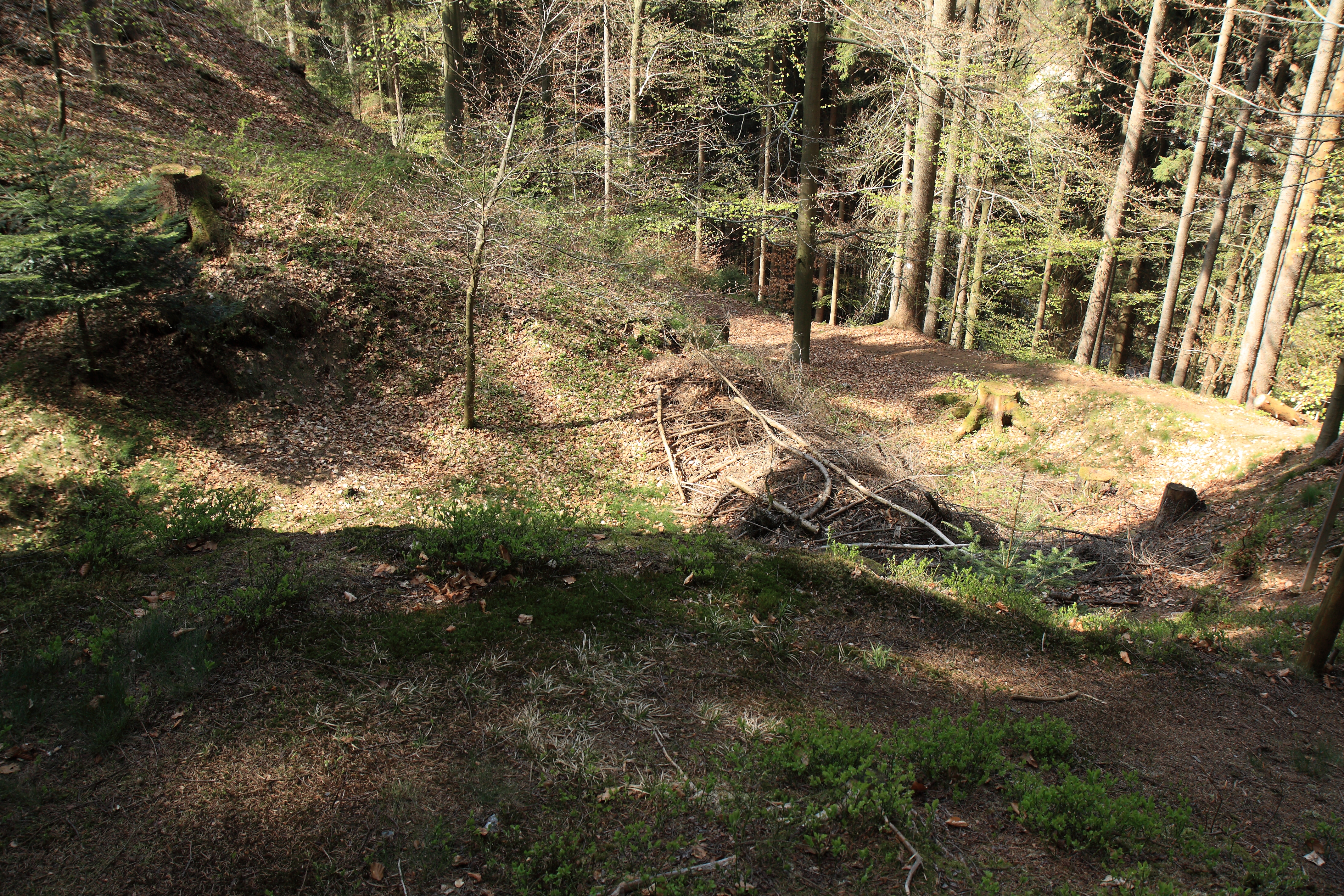
Bild 8: Westlicher Teil des Halsgrabens
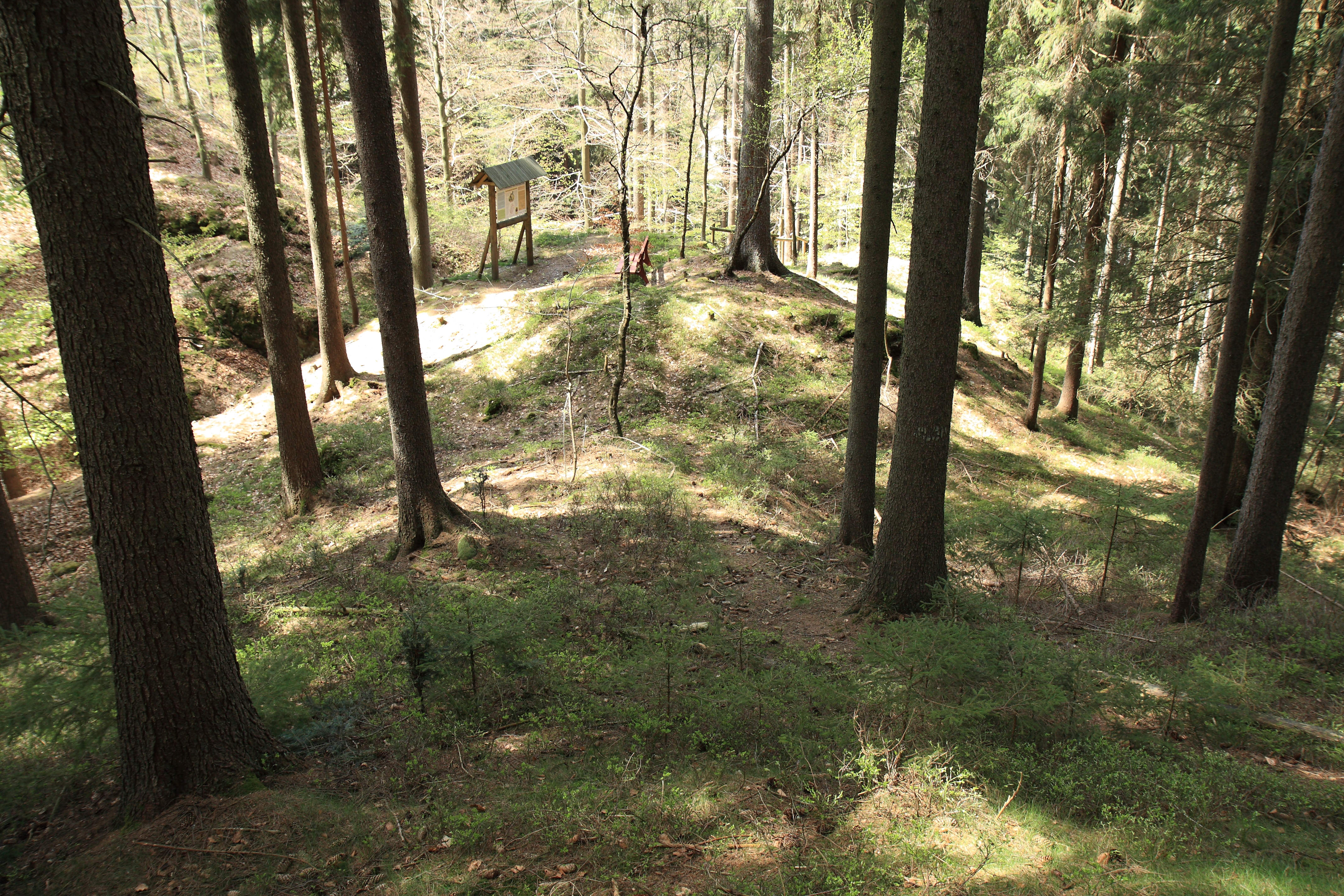
Bild 9: Der Bereich der Vorburg
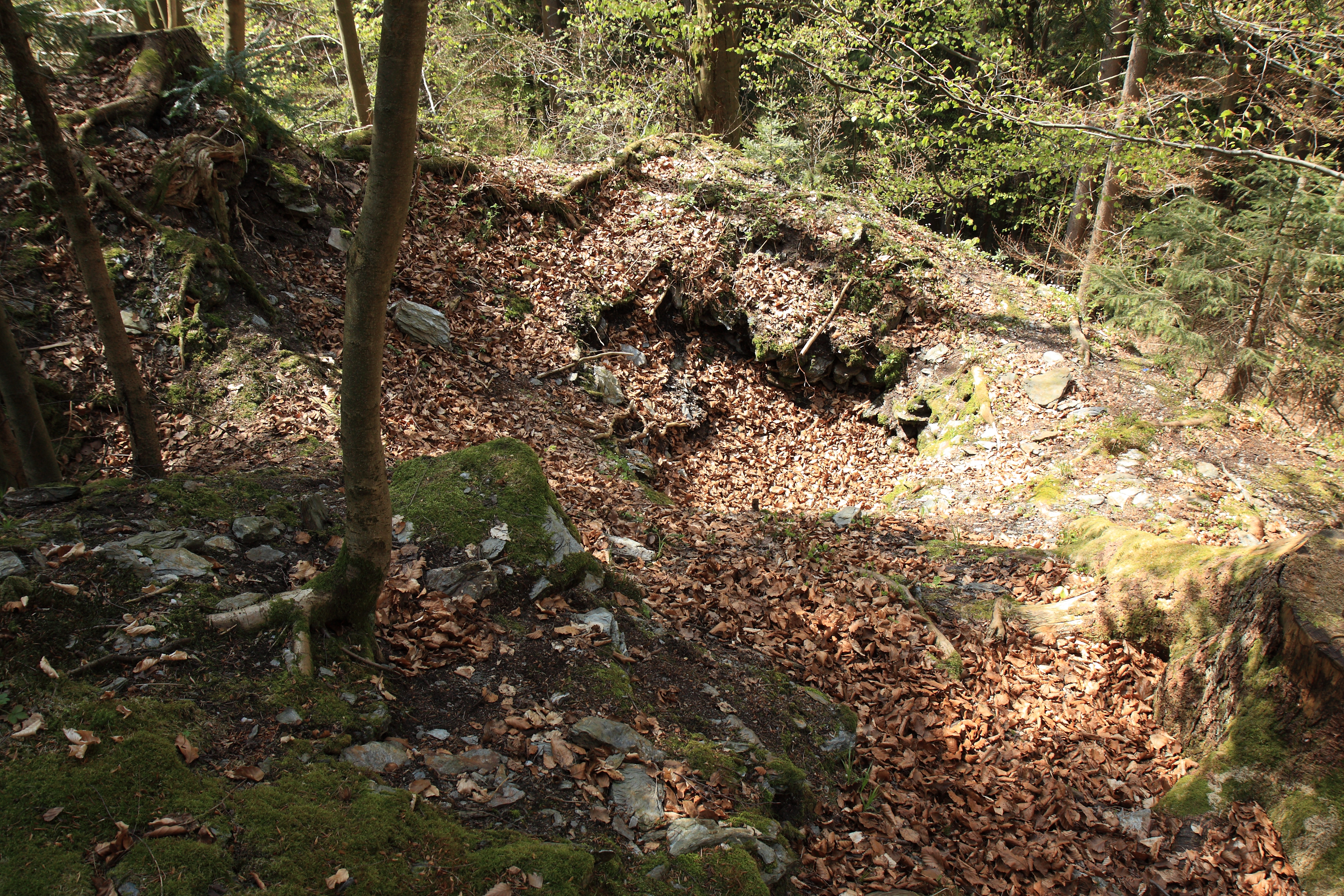
Bild 10: Die Stelle des Bergfriedes
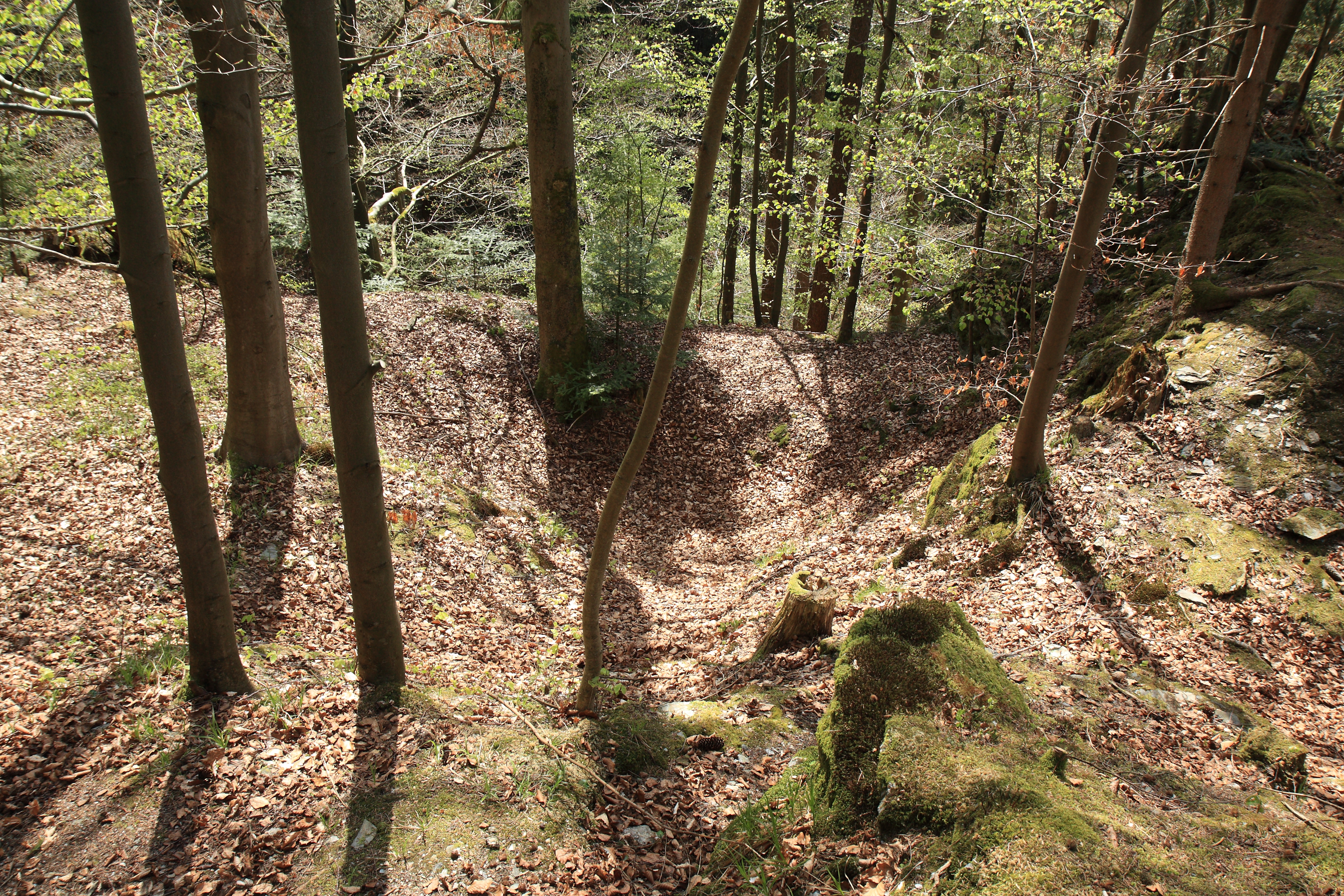
Bild 11: Die vermutete Stelle des Palas
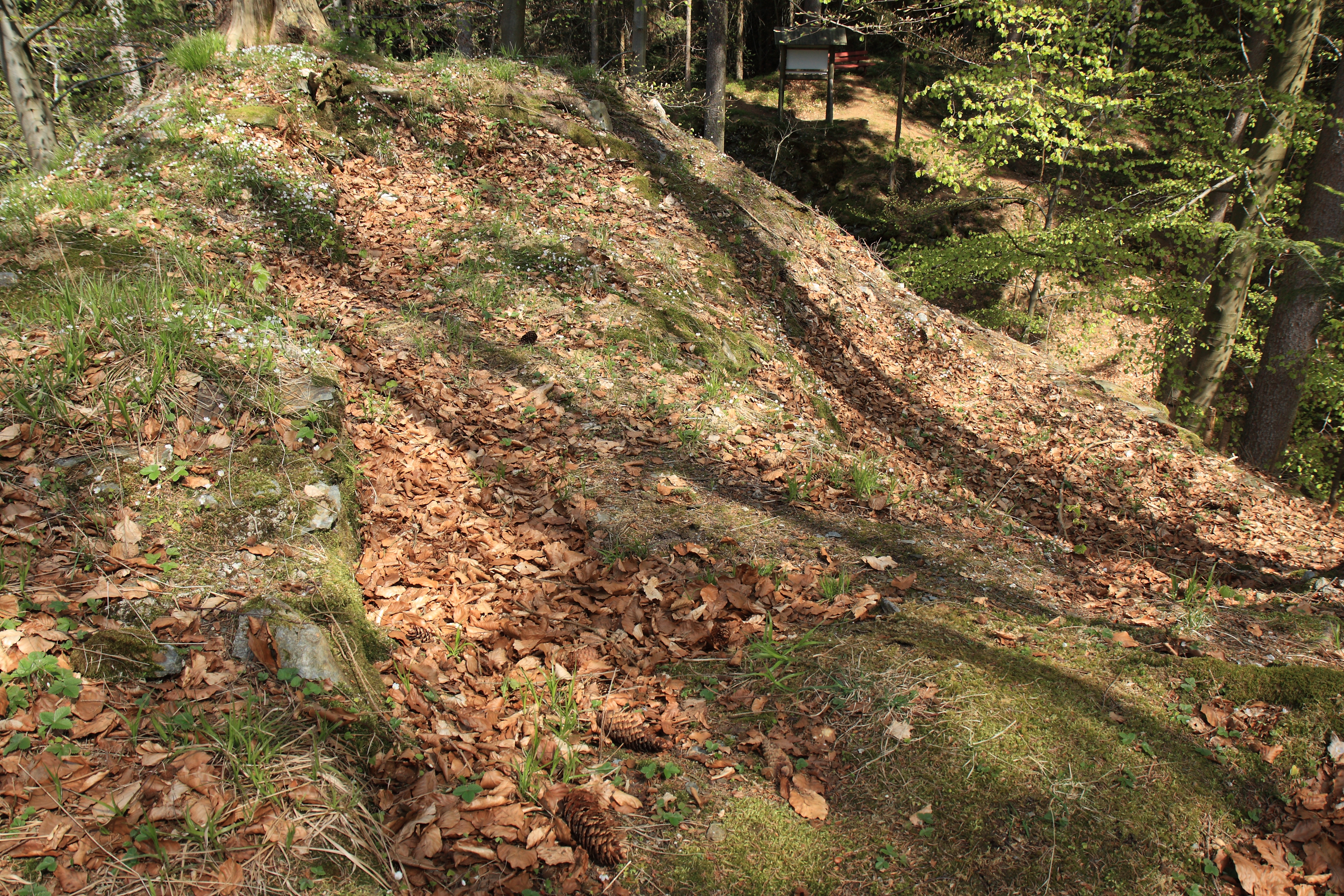
Bild 12: Der höchste Punkt der Burgruine Wurzstein
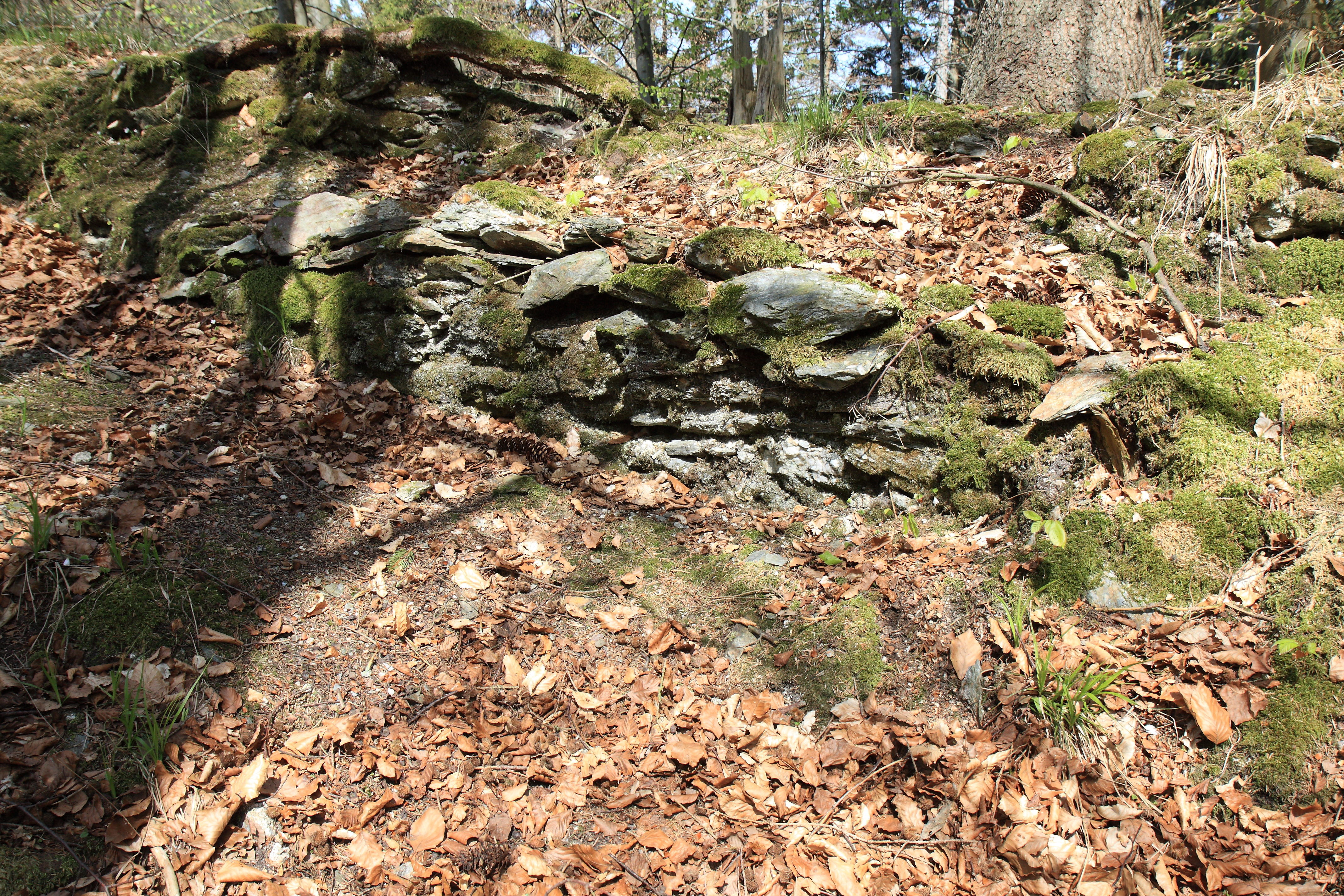
Bild 13: Mauerrest in der Kernburg
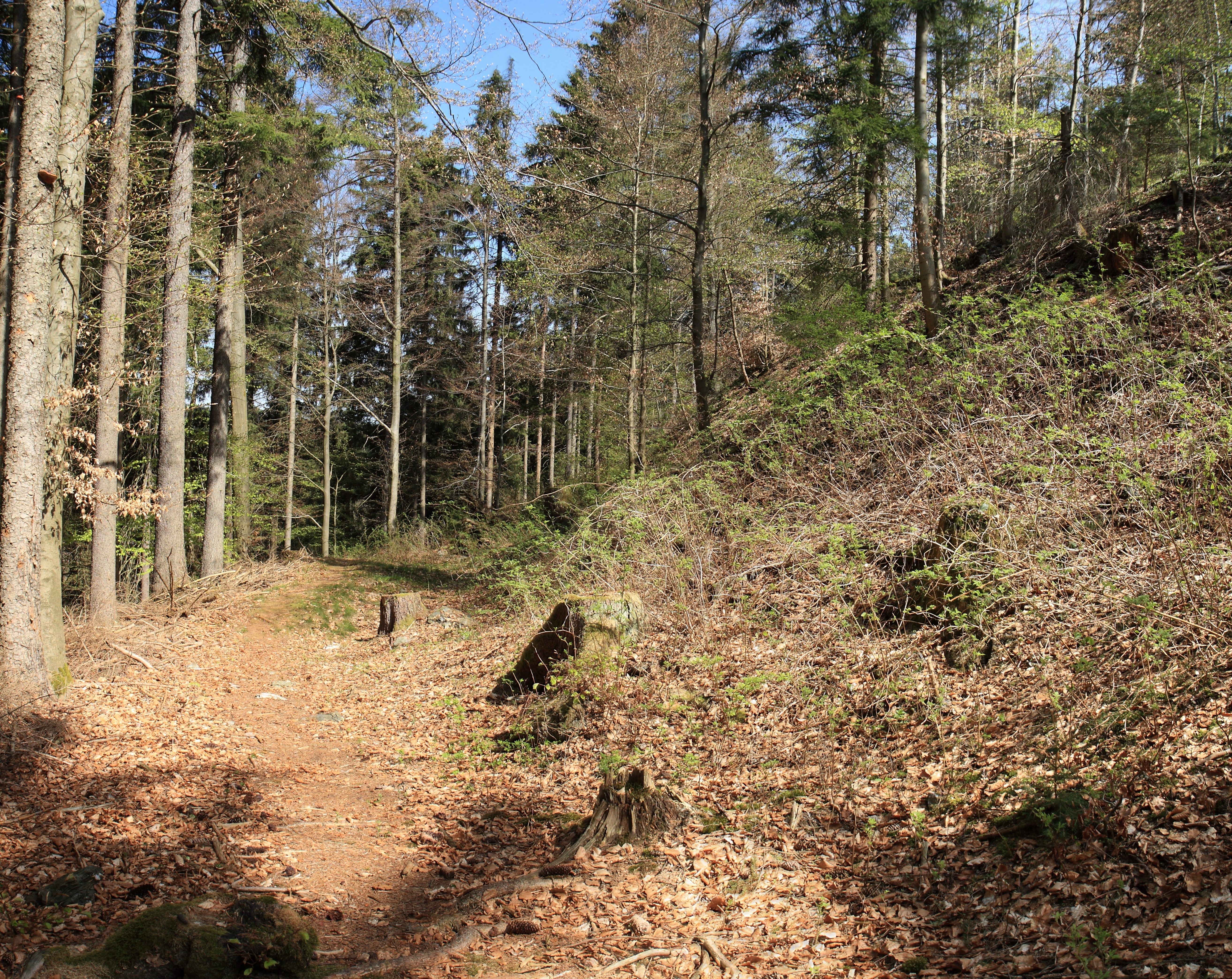
Bild 14: Zwingerbereich auf der Westseite der Kernburg